# Yā Sīn
Yā Sīn (anche Yaseen, in arabo يٰسٓ‎?, yāsīn) è la trentaseiesima sūra del Corano, una sura meccana composta da 83 versetti. Considerata una delle più importanti e spesso recitate sure del Corano, Ya-Sin viene frequentemente chiamata "il cuore del Corano" per il suo messaggio potente e pervasivo. La sura prende il nome dalle lettere iniziali "Ya" e "Sin", la cui interpretazione esatta è conosciuta solo da Allah.

## Contenuto

### Introduzione e la Missione del Profeta
Versetti 1-12: La sura inizia con le misteriose lettere "Ya-Sin" e una dichiarazione sulla verità della rivelazione del Corano, inviato per ammonire coloro che non sono stati avvertiti in precedenza. Viene confermata la missione del Profeta Muhammad come guida per l'umanità e si sottolinea che molti rimangono increduli nonostante i "segni chiari ?"
.

### Il Racconto della Città e degli Inviati
Versetti 13-29: Viene narrata la storia di una città (spesso identificata come Antiochia) a cui Allah inviò tre messaggeri per guidare il popolo. La maggioranza rifiutò il messaggio e trattò male i messaggeri. Un uomo credente (a volte identificato come Habib An-Najjar) intervenne, esortando il popolo ad ascoltare i messaggeri e credere in Allah. Tuttavia, fu ucciso per la sua fede. La sua storia termina con la sua ammissione in Paradiso.

### Segni della Creazione
Versetti 30-44: La sura prosegue con una riflessione sui segni della creazione come prove dell'esistenza e della potenza di Allah. Viene discusso il ciclo della vita, il cielo, la terra e le stagioni come manifestazioni del potere divino. Si richiama l'attenzione sulla misericordia di Allah e sulla gratitudine che gli esseri umani devono mostrare.

### La Resurrezione e il Giudizio
Versetti 45-54: Viene trattata la questione della resurrezione, con una forte critica verso coloro che la negano. Si sottolinea che tutti gli esseri umani saranno risorti e chiamati a rispondere delle loro azioni nel Giorno del Giudizio. Viene enfatizzata la certezza di questo evento e l'inevitabilità della resa dei conti.

### Le Conseguenze delle Azioni
Versetti 55-83: La sura conclude con una descrizione delle ricompense per i giusti e delle punizioni per gli iniqui. I giusti saranno nel Paradiso, godendo di pace e felicità eterna, mentre gli ingiusti saranno puniti nel Fuoco dell'Inferno. Si ribadisce la sovranità assoluta di Allah e la verità del Corano come guida per l'umanità.

## Analisi
La Sura Ya-Sin è particolarmente venerata per la sua eloquenza e il suo messaggio potente. È spesso recitata in occasioni speciali e in momenti di bisogno spirituale. La sua enfasi sulla resurrezione e sul Giudizio Finale serve a ricordare ai credenti la transitorietà della vita terrena e l'importanza di prepararsi per l'aldilà.
La narrazione dei messaggeri inviati alla città e del credente martirizzato per la sua fede offre un potente esempio di fede e perseveranza, esortando i credenti a rimanere saldi nella loro fede nonostante le avversità. La riflessione sui segni della creazione invita alla gratitudine e alla riconoscenza verso Allah.
Considerata una precedente "sūra meccana", il suo dodicesimo versetto è ritenuto da alcuni risalente al periodo medinano. Pur iniziando nel Juz' 22, la maggior parte di essa è contenuta nel Juz' 23.
La sūra inizia con le omonime lettere arabe يس (yā sīn). Il significato di tali lettere, pur essendo principalmente sconosciuto, è dibattuto tra gli accademici religiosi musulmani. Una delle interpretazioni è "O essere umano!" riferendosi a Maometto, poiché i versetti che seguono sono tradotti come "Per il Corano, pieno di saggezza, tu sei davvero uno dei messaggeri", mentre l'esegeta Tafsir al-Jalalayn conclude che "Dio sa meglio cosa intende con queste [lettere]".
La sūra si concentra sull'istituzione del Corano come fonte divina e rivela il destino di coloro che deridono le rivelazioni di Dio. Essa racconta le punizioni che affliggevano le generazioni passate dei non credenti come avvertimento per le generazioni future. Inoltre, ribadisce la sovranità di Dio come esemplificata dalle Sue creazioni attraverso segni provenienti dalla natura.
In sintesi, la Sura Ya-Sin offre un richiamo profondo alla fede, alla riflessione sulla creazione e alla preparazione per il Giudizio Finale, fungendo da guida e conforto spirituale per i credenti.